# Никитина, Евдоксия Фёдоровна
Евдоксия Фёдоровна Никитина (урождённая Плотникова, по первому мужу Богушевская, настоящее имя Евдокия; 16 (28) февраля 1895, Ростов-на-Дону — 1973, Москва) — российский и советский литературный критик, редактор и организатор литературной жизни.

## Биография
Окончила Высшие женские курсы в Москве (1914), некоторое время училась в Лазаревском институте восточных языков, вышла замуж за его преподавателя Н. В. Богушевского. С 1914 года в московском доме Богушевских начал собираться по субботам литературный кружок (будущие знаменитые Никитинские субботники), наряду с молодёжью его стали посещать и литераторы и филологи старшего поколения, в том числе Ю. И. Айхенвальд, Н. Л. Бродский, А. Н. Веселовский, И. Н. Розанов, П. Н. Сакулин. Во время Гражданской войны кружок был перенесён в Ростов-на-Дону, где Никитина некоторое время жила — уже со вторым мужем, А. М. Никитиным. 
Вернувшись в Москву, поставила деятельность кружка на более широкую ногу, в 1922 году открыла при нём издательство «Никитинские субботники», выпустившее ряд значительных книг, в том числе единственное прижизненное издание Сигизмунда Кржижановского. В 1931 году, в связи с окончательной ликвидацией в СССР остатков частного предпринимательства, добилась включения своего издательского проекта в состав издательства «Федерация».
Как журналист и литературный критик она начала публиковаться в 1914 году. Является автором сборника стихов «Росы рассветные» (Ростов-на-Дону, 1919), сборников статей «Русская литература от символизма до наших дней» (1926), «Поэтическое искусство Блока» (1926, совместно с С. В. Шуваловым), «Беллетристы-современники» (в 4 выпусках, 1927—1931, совместно с С. В. Шуваловым), «В мастерской современной художественной прозы» (в 2 тт., 1931) и др.
На протяжении более полувека собирала рукописи, автобиографии, автографы, письма, портреты, критические статьи по истории русской литературы. В период «хрущевской оттепели» играла важнейшую роль чуть ли не единственного источника, имевшего смелость сохранить для будущего огромный массив советской культуры 20—30-х годов, включая стихи Саши Чёрного, подлинники шаржей Кукрыниксов, календари и газеты той эпохи. На основе переданных государству собранных материалов в 1962 году был организован филиал Государственного литературного музея.
После 1962 года были возобновлены «Никитинские субботники» — как кружок, так и издательство — внесшие немалый вклад в популяризацию забытых лиц и событий советской культуры.
Умерла в 1973 году. Похоронена на Введенском кладбище (23 уч.).

## Семья
- Первый муж  — Н. В. Богушевский, преподаватель Лазаревского института восточных языков
- Второй муж (с 1918) — Алексей Максимович Никитин[2]
- Третий муж (с 1932)— Борис Евгеньевич Этингоф[2]